# Mischocyttarus plaumanni
Mischocyttarus plaumanni är en getingart som beskrevs av Zikan 1949. Mischocyttarus plaumanni ingår i släktet Mischocyttarus och familjen getingar. Inga underarter finns listade i Catalogue of Life.